# پاسکال گورویل
پاسکال گورویل (انگلیسی: Pascal Gourville؛ زادهٔ ۱۲ ژانویهٔ ۱۹۷۵) بازیکن فوتبال اهل فرانسه است.
از باشگاه‌هایی که در آن بازی کرده‌است می‌توان به باشگاه فوتبال والنسین، باشگاه فوتبال سدان، و باشگاه فوتبال لو مان اشاره کرد.
وی همچنین در تیم ملی فوتبال موریتانی بازی کرده‌است.